# Amazonides confluxa
Amazonides confluxa är en fjärilsart som beskrevs av Saalmüller 1891. Amazonides confluxa ingår i släktet Amazonides och familjen nattflyn. Inga underarter finns listade i Catalogue of Life.